# Equipo de Copa Davis de Polonia
El Equipo polaco de Copa Davis es el representativo de Polonia en la máxima competición a nivel de naciones del tenis. Su organización está a cargo de la Polski Związek Tenisowy.

## Historia
Polonia jugó por primera vez la Copa Davis en 1925 (derrota ante Gran Bretaña 0-5).
Su primera y única participación en el Grupo Mundial fue en la edición 2016, donde cayeron de locales ante Argentina (a la postre campeón) por 3-2.

### Plantel
| Jugador           | Individuales | Dobles |
| ----------------- | ------------ | ------ |
| Marcin Matkowski  | -            | 3 - 0  |
| Łukasz Kubot      | 0 - 1        | 3 - 0  |
| Michal Przysiezny | 2-1          | -      |
| Jerzy Janowicz    | 4-2          | -      |
| Kamil Majchrzak   | 0-1          | -      |